# 大花甘青微孔草
大花甘青微孔草（学名：Microula pseudotrichocarpa var. grandifora）为紫草科微孔草属甘青微孔草的变种，为中国的特有植物。分布于中国大陆的四川、西藏等地，生长于海拔3,000米至4,600米的地区，多生在高山草地，目前尚未由人工引种栽培。